# PAS Korinthos
El PAS Korinthos es un equipo de fútbol de Grecia que juega en la Gamma Ethniki, la tercera liga de fútbol más importante del país.

## Historia
Fue fundado en el año 1957 en la ciudad de Corinto tras la fusión de 2 equipos locales de la ciudad: el Olympiakos Korinthos y el AE Korinthos; en el mismo año en el que se fundó el Pankorinthiakos.
En 1963 se fusionaron con el Aris Korinthos para crear al APS Korinthos y para 1999 se restableció el Pankorinthiakos, con quien en ese año se fusionaron para crear al equipo actual. Han jugado 5 temporadas en la máxima categoría del fútbol griego, aunque no lo hacen desde la temporada 1992/93, cuando la liga era conocida como Alpha Ethniki.

## Palmarés
- Beta Ethniki: 1

1963
- Delta Ethniki: 2

2007, 2012

## Participación en competiciones de la UEFA
| Temporada | Torneo         | Ronda   | Club            | Casa | Visita | Global   |
| --------- | -------------- | ------- | --------------- | ---- | ------ | -------- |
| 1993      | Copa Intertoto | Grupo 2 | Trelleborg      | 0–3  |        | 5º Lugar |
| 1993      | Copa Intertoto | Grupo 2 | Lyngby          |      | 0–2    | 5º Lugar |
| 1993      | Copa Intertoto | Grupo 2 | Rapid Bucharest | 2–8  |        | 5º Lugar |
| 1993      | Copa Intertoto | Grupo 2 | Saarbrücken     |      | 0-3    | 5º Lugar |

## Jugadores

### Jugadores destacados
- Mirosław Okoński
- Dănuț Lupu